# Rörcitronbi
Rörcitronbi (Hylaeus pfankuchi) är en biart som först beskrevs av Johann Dietrich Alfken 1919. Den ingår i släktet citronbin och familjen korttungebin. Inga underarter finns listade.

## Beskrivning
Rörcitronbiets hona är ett nästan helsvart bi. Endast antennernas undersidor är gulbruna, och skenbenen är gula på den övre delen. Hanen har dessutom en blekgul mask i ansiktet, vilken omfattar sidorna, nedre delen av pannan upp till antennfästena och clypeus (munskölden). Arten är liten, med en kroppslängd på 5,5 till 6 mm hos honan, 6 till 7 mm hos hanen.

## Ekologi
Artens habitat är vassdungar, kärr och våtängar med tillgång till bladvass, som den också anses bygga sina larvbon i. Den har setts besöka blommande växter som hampflockel och hedblomster (i familjen korgblommiga växter) samt kärrsilja (i flockblommiga växter).

## Utbredning
I Europa förekommer arten fläckvis i Frankrike över Tyskland, Schweiz, Österrike, Polen, Italien och Ukraina, samt i Balkan, de nordiska länderna och Baltikum. Österut finns den i Ryssland till Chabarovsk kraj, Primorje kraj och Kurilerna, och vidare till Hokkaido och Honshu i Japan.
I Sverige finns arten numera (sedan mitten av 1900-talet) endast i Gotland, Uppland och Gästrikland. Tidigare, fram till ungerfär 1950, fanns arten även i Blekinge, Öland och Sörmland. Artens biotopval (framför allt svårsökta vassdungar) gör emellertid att den svenska utbredningen kan vara underskattad. Arten är rödlistad som nära hotad ("NT").
I  Finland finns arten på Åland och längs sydkusten i landskapen Nyland och Kymmenedalen. Även här är den rödlistad som nära hotad.